# Хакан Балта
Хакан Балта (тур. Hakan Balta, нар. 18 березня 1983, Західний Берлін) — німецький і турецький футболіст, захисник «Галатасарая» і національної збірної Туреччини.
Триразовий чемпіон Туреччини. Володар Кубка Туреччини. 

## Клубна кар'єра
Народився 1983 року у Західному Берліні. Займався футболом в академії берлінської «Герти», протягом 2000-2003 років провів 42 матчі у складі другої команди берлінського клубу. 
Своєю грою за цю команду етнічний турок привернув увагу представників тренерського штабу клубу «Манісаспор», до складу якого приєднався 2003 року. Відіграв за команду з Маніси наступні чотири сезони своєї ігрової кар'єри. Більшість часу, проведеного у складі «Манісаспора», був основним гравцем захисту команди.
2007 року перейшов до «Галатасарая», де невдовзі став ключовим захисником. Протягом наступних 9 сезонів відіграв за стамбульську команду понад 200 матчів турецької першості. За цей час тричі виборював титул чемпіона Туреччини.

## Виступи за збірну
2006 року дебютував в офіційних матчах у складі національної збірної Туреччини.
У складі збірної був учасником чемпіонату Європи 2008 року в Австрії та Швейцарії. Через вісім років був включений до заявки національної команди для участі у чемпіонату Європи 2016 у Франції.

## Титули й досягнення
- Чемпіон Туреччини (5):

«Галатасарай»: 2007–08, 2011–12, 2012–13, 2014–15, 2017–18
- Володар Кубка Туреччини (3):

«Галатасарай»: 2013–14, 2014–15, 2015–16
- Володар Суперкубка Туреччини (5):

«Галатасарай»: 2008, 2012, 2013, 2015, 2016